# Zawojki
Zawojki (niem. Zawoyken, w latach 1934–1945 Lilienfelde) – wieś w Polsce położona w województwie warmińsko-mazurskim, w powiecie szczycieńskim, w gminie Rozogi.
W latach 1975–1998 miejscowość administracyjnie należała do województwa ostrołęckiego.